# يوشينوري ماتسود
يوشينوري ماتسودَ (باليابانية: 松田 考功) (مواليد 14 أغسطس 1974)، هو لاعب كرة قدم ياباني سابق كان يلعب كمدافع.

## وصلات خارجية
- يوشينوري ماتسود على موقع رابطة كرة القدم اليابانية للمحترفين (اليابانية)